# Liste der Haushunde
Die Liste der Haushunde enthält über 870 Namen von Rassen, Hundeformen und Rassehybriden des Haushundes. Dabei können gleiche Rassen mehrfach erscheinen, wenn sie unter unterschiedlichen Namen bekannt sind, jenseits der Züchterbenennungen und der Fédération Cynologique Internationale (FCI).
Die Liste gibt jeweils zuerst den Namen der Rasse an. Falls die Rasse von der FCI anerkannt ist, folgen Daten aus der Nomenklatur der FCI in der Form (Gruppe/Sektion/Nummer). Zur Aufschlüsselung der FCI-Zahlencodes siehe Hunderassen in der Systematik der FCI.
Beispiel„Deutscher Schäferhund“ (1/1/166).
Eine detailliertere Übersicht über die FCI-Rassen bietet die Liste der FCI-Hunderassen, die außerdem sortierbar ist.
 weist auf ein noch fehlendes Bild der Rasse hin; Weiterleitungen sind kursiv gekennzeichnet, ausgestorbene Hunde mit (†).
Zur visuellen Identifikation gibt es auch die Bildtafel Haushunde und die Bestimmungsseite des Hundeportals. Für Jagdhunde besteht die gesonderte, systematisch geordnete Liste der Jagdhundrassen (JGHV). Für die Ermittlung seltener Rassen existiert ebenfalls die Liste seltener Hunderassen.

## Große Dachverbände
Diese erkennen wechselseitig ihre Rassenbeschreibungen mit der FCI an.
- Hunderassen beim KC, dem britischen Dachverband
- Hunderassen beim US-amerikanischen Dachverband AKC
- Australien, Dogs Australia ANKC

Nicht mit der FCI verbunden
- kleinerer US-amerikanischer Dachverband UKC

## A
- Affenpinscher (2/1.1/186)
- Afghanischer Windhund, Afghane  (10/1/228)
- Africanis
- Agassin (†)
- Aïdi (2/2.2/247)
- Airedale Terrier (3/1/7)
- Akbaş
- Akita (5/5/255)
- Aksaray Malaklısı
- Alangu Mastiff
- Alano Español
- Alapaha Blue Blood Bulldog
- Alaskan Malamute (5/1/243)
- Alaskan Husky
- Alaskan Klee Kai
- Alaunt (†)
- Alpenländische Dachsbracke (6/2/254)
- Altdänischer Vorstehhund (7/1.1/281)
- Altdeutsche Hütehunde
  - Fuchs, siehe auch Harzer Fuchs
  - Gelbbacke
  - Kuhhund
  - Schafpudel
  - Schwarzer
  - Strobel
  - Tiger
- Altdeutscher Schäferhund
- American Akita (5/5/344)
- American Blue Gascon Hound
- American Bulldog
- American Collie, siehe Amerikanischer Collie
- American English Coonhound siehe English Coonhound
- American Eskimo Dog
- American Foxhound (6/1.1/303)
- American Hairless Terrier
- American Leopard Hound
- American Mastiff
- American Pit Bull Terrier
- American Staffordshire Terrier (3/3/286)
- American Staghound
- American Toy Terrier
- American Water Spaniel (8/3/301)
- Amerikanisch Canadisch (AC) Weißer Schäferhund, siehe Berger Blanc Suisse
- Amerikanischer Cocker Spaniel (8/2/167)
- Amerikanischer Collie: amerikanische Zuchtlinien von Collie-Rassen, insbesondere beim Langhaarcollie
- Anatolischer Hirtenhund (bis Juni 2018: 2/2.2/331), siehe auch Kangal-Hirtenhund
- Anglo-Français de petite vénerie (6/1.2/325)
- Appenzeller Sennenhund (2/3/46)
- Arabischer Windhund, siehe Sloughi
- Argentinische Dogge, siehe Dogo Argentino
- Ariégeois (6/1.2/20)
- Armant
- Aussiedoodle
- Australian Cattle Dog (1/2/287)
- Australian Heeler, siehe Australian Cattle Dog
- Australian Kelpie (1/1/293)
- Australian Shepherd (1/1/342)
  - Miniatur Australian Shepherd, siehe Miniature American Shepherd
- Australian Silky Terrier (3/4/236)
- Australian Stumpy Tail Cattle Dog (vorläufig 1/2/351)
- Australian Terrier (3/2/8)
- Azawakh, Berber-Windhund, Tuareg-Windhund (10/3/307)

## B
- Bakarwal, Kashmir Mastiff
- Balearen-Laufhund, siehe Podenco Ibicenco
- Balkanbracke (Balkanski gonic), siehe Serbischer Laufhund
- Bandog (Kettenhund, Wachhund)
- Bangkaew Dog siehe Thai Bangkaew Dog
- Barak, siehe Stichelhaariger Bosnischer Laufhund – Barak
- Barbet (8/3/105)
- Bardino, siehe Majorero Canario
- Barsoi, Russischer Windhund (10/1/193)
- Basenji (5/6/43)
- Baskischer Ratero, siehe Villanuco de Las Encartaciones
- Basset artésien normand (6/1.3/34)
- Basset bleu de Gascogne, Blauer Basset der Gascogne (6/1.3/35)
- Basset d’Artois (6/1.3/18) (†)
- Basset fauve de Bretagne (6/1.3/36)
- Basset Hound (6/1.3/163)
- Bärenbeißer (†)
- Bayerischer Gebirgsschweißhund (6/2/217)
- Beagle (6/1.3/161)
- Beagle-Harrier (6/1.2/290)
- Beaglier
- Bearded Collie (1/1/271)
- Beauceron (1/1/44)
- Bedlington Terrier (3/1/9)
- Belgischer Griffon, siehe Griffon Belge
- Belgischer Schäferhund (1/1/15)
  - Groenendael
  - Laekenois
  - Malinois
  - Tervueren
- Bergamasker Hirtenhund (1/1/194)
- Berber-Windhund, siehe Azawakh
- Berger Blanc Suisse (1/1/347),  alte Bezeichnung: Amerikanisch Canadisch AC Weißer Schäferhund
- Berger de Beauce, siehe Beauceron
- Berger de Laeken, siehe Laekenois
- Berger du Languedoc
- Berger de Picardie (Berger Picard) (1/1/176)
- Berger de Savoie auch Berger des Alpes
- Berger des Pyrénées, siehe Pyrenäenschäferhund
- Berner Laufhund, siehe auch Schweizer Laufhund
- Berner Sennenhund (2/3/45)
- Bernhardiner, St.-Bernhards-Hund (2/2.2/61)
- Bichon Frisé (Gelockter Bichon, Bichon à poil frisé) (9/1.1/215)
- Bichpoo
- Biewer Terrier
- Billy (6/1.1/25)
- Bisben, Himalaja Schäferhund
- Black and Tan Coonhound (6/1.1/300)
- Black Mouth Cur
- Blenheim, siehe Englischer Toy Spaniel
- Bloodhound, Hubertushund, Chien de Saint-Hubert (6/1.1/84)
- Blue Lacy
- Bluetick Coonhound
- Bobtail (Old English Sheepdog) (1/1/16)
- Boerboel
- Böhmisch Rauhbart (7/1.3/245)
- Böhmischer Schäferhund, siehe Chodský pes
- Bologneser (9/1.1/196)
- Bolonka Franzuska
- Bolonka Zwetna
- Borador
- Bordeauxdogge (Dogue de Bordeaux) (2/2.1/116)
- Border Collie (1/1/297)
- Border Terrier  (3/1/10)
- Bosanski Oštrodlaki Gonič – Barak, siehe Stichelhaariger Bosnischer Laufhund – Barak
- Boston Terrier (9/11/140)
- Boulet Griffon
- Bouvier des Ardennes, Ardennen-Treibhund (1/2/171)
- Bouvier des Flandres (1/2/191)
- Boxer Deutscher Boxer (2/2.1/144)
- Boykin Spaniel
- Brabanter Griffon, siehe Petit Brabançon
- Bracco Italiano (7/1.1/202)
- Brandlbracke (6/1.2/63) Vieräugel bzw. Kärntner Bracke
- Braque Belge (7/1.1/79) (†)
- Braque d’Auvergne (7/1.1/180)
- Braque de l’Ariège (7/1.1/177)
- Braque du Bourbonnais (7/1.1/179) (Bourbonnais-Vorstehhund)
- Braque Dupuy (7/1.1/178) (†)
- Braque Français
  - Braque Français, Type Gascogne (grande taille) (Französischer-Vorstehhund – Typus Gascogne) (7/1.1/133)
  - Braque Français, Type Pyrénées (petite taille) (Französischer-Vorstehhund – Typus Pyrenäen) (7/1.1/134)
- Braque Lévrier, siehe Braque Dupuy
- Braque Saint-Germain (7/1.1/115)
- Brasilianischer Mastiff, siehe Fila Brasileiro
- Brasilianischer Terrier, siehe Terrier Brasileiro
- Briard (Berger de Brie) (1/1/113)
- Briquet de Provence
- Briquet Griffon Vendéen (6/1.2/19)
- Broholmer (2/2.1/315)
- Brüsseler Griffon, siehe Griffon Bruxellois
- Buhund, siehe Norwegischer Buhund
- Bulldogge, siehe Englische Bulldogge
- Bullenbeißer (†)
- Bullmastiff  (2/2.1/157)
- Bull Terrier (3/3/11)

## C
- Ca de Bestiar (1/1/321)
- Ca de Bou, Mallorca-Dogge (2/2.1/249)
- Can de Palleiro
- Ca Rater Mallorquí
- Cairn Terrier (3/3/4)
- Cane Corso Italiano, auch: Cane Di Maccelaio, Cane Corso (2/2.1/343)
- Cane Pastore di Oropa
- Cane da Pastore Bergamasco (1/1/194)
- Cane da Pastore Maremmano Abruzzese (1/1/201)
- Cão da Serra da Estrela (2/2.2/173)
- Cão da Serra de Aires (1/1/93)
- Cão de Água Português, Portugiesischer Wasserhund (8/3/37)
- Cão de Castro Laboreiro Castro Laboreiro-Hund (2/2.2/170)
- Cão de Gado Trasmontano (vorläufig 2/2.2/368)
- Cão Fila de São Miguel (2/2.1/340)
- Caravan Hound
- Carea Leònes
- Carolina Dog
- Catalburun
- Catahoula Bulldog
- Catahoula Leopard Dog siehe: Louisiana Catahoula Leopard Dog
- Cavachon
- Cavalier King Charles Spaniel (9/7/136)
- Ceský Fousek (Böhmisch Rauhbart) (7/1.3/245)
- Český horský pes siehe Tschechischer Berghund
- Ceský Terrier, Tschechischer Terrier (3/2/246)
- Chambray (6/1/26) (†)
- Chart Polski (10/3/333) Polnischer Windhund
- Chesapeake Bay Retriever (8/1/263)
- Chien d’Artois (6/1/28)
- Chien de Montagne des Pyrénées Pyrenäen Berghund, Patou (2/2/137)
- Chien de Trait Belge (69/2 gestrichen) (†)
- Chihuahua (9/6/218)
- Chilenischer Foxterrier
- Chin auch Japan Chin
- Chinese Chongqing Dog
- Chinesischer Schopfhund  (9/4/288)
- Chinook
- Chion
- Chippiparai
- Chodský pes, Chodenhund (vorläufig 1/1/364)
- Chinese Imperial
- Chizer
- Chongqing Dog
- Chorkie
- Chortaj, Hortaya Borzaya
- Chow-Chow (5/5/205)
- Cimarrón Uruguayo (2/2.1/353)
- Ciobănesc Românesc, Rumänischer Schäferhund
  - Ciobănesc Românesc Carpatin (1/1/350)
  - Ciobănesc Românesc Corb
  - Ciobănesc Românesc de Bucovina (2/2.2/357)
  - Ciobănesc Românesc Mioritic (1/1/349)
- Cirneco dell’Etna (5/7/199)
- Clumber Spaniel (8/2/109)
- Çoban Köpeği, siehe Anatolischer Hirtenhund
- Cocker Spaniel, English Cocker Spaniel (8/2/5)
- Cockapoo
- Collie
  - langhaarig (1/1/156)
  - kurzhaarig (1/1/296)
  - weitere siehe Collie (Hunderasse)
- Colombian Fino Hound
- Combai
- Continental Bulldog (2/2.1/369)
- Coonhound:
  - Black and Tan Coonhound (6/1/300)
  - Bluetick Coonhound
  - English Coonhound, Redtick Coonhound
  - Plott Hound
  - Redbone Coonhound
  - Treeing Walker Coonhound
- Corgi siehe Welsh Corgi Cardigan (1/1/38) und Welsh Corgi Pembroke (1/1/39)
- Coton de Tuléar (9/1/283)
- Curly Coated Retriever (8/1/110)
- Cursinu

## D
- Dackel, Dachshund, Teckel (4/1/148)
- Dalmatiner (6/3/153)
- Dandie Dinmont Terrier (3/2/168)
- Dänische Dogge siehe Deutsche Dogge
- Dansk-Svensk Gårdshund (2/1/356)
- Deerhound (10/2/164)
- Designerhund siehe Hybridhund
- Deutsch Drahthaar (7/1/98)
- Deutsch Kurzhaar (7/1/119)
- Deutsch Langhaar (7/1/117)
- Deutsch Stichelhaar (7/1/232)
- Deutsche Bracke (6/1/299)
- Deutsche Dogge (2/2/235)
- Deutscher Boxer (2/2/144)
- Deutscher Jagdterrier (3/1/103)
- Deutscher Pinscher (2/1/184)
- Deutscher Schäferhund (1/1/166)
- Deutscher Spitz siehe Spitz (Hunderasse)
  - Großspitz
  - Kleinspitz
  - Mittelspitz
  - Wolfsspitz, Keeshond
  - Zwergspitz
- Deutscher Wachtelhund (8/2/104)
- Dingo
  - Neuguinea-Dingo (Hallstrom-Hund)
- Do Khyi
- Dobermann (2/1/143)
- Dogo Argentino (2/2/292)
- Dogo Canario (2/2/346)
- Doxiepoo
- Dreifarbiger Serbischer Laufhund (Srpski Trobojni Gonic) (6/1/229)
- Drentse Patrijshond (7/1/224)
- Drever (6/1/130)
- DSH  siehe Deutscher Schäferhund
- Dunker (6/1/203)

## E
- Eastern Greyhohund
- Ellenikos Poimenikos siehe Griechischer Schäferhund
- Elo
- Englische Bulldogge, Bulldog (2/2/149)
- English Bull Terrier siehe Bull Terrier
- English Cocker Spaniel (8/2/5)
- English Coonhound
- English Foxhound (6/1/159)
- English Pointer (7/2/1)
- English Setter (7/2/2)
- English Shepherd
- English Springer Spaniel (8/2/125)
- English Toy Spaniel bzw. Englischer Toy Spaniel (King Charles Spaniel)
- English Toy Terrier (3/4/13)
- Estnischer Laufhund
- Entlebucher Sennenhund (2/3/47)
- Epagneul Breton (7/1/95) Bretonischer Spaniel
- Epagneul Bleu de Picardie (Blauer Picardie-Spaniel) (7/1/106)
- Epagneul de Pont-Audemer (7/1/114) Pont-Audemer-Spaniel
- Epagneul de Saint-Usuge
- Epagneul Français (Französischer Spaniel) (7/1/175)
- Epagneul Picard  (Picardie-Spaniel) (7/1/108)
- Erdélyi Kopó (Transylvanischer Laufhund – Ungarische Bracke) (6/1/241)
- Eskimohund
- Estnischer Bracke (vorläufig 6/1.2/366)
- Eurasier (5/5/291)
- Europäischer Schlittenhund / Scandinavian Hound

## F
- Field Spaniel (8/2/123)
- Fila Brasileiro (2/2/225)
- Finnenbracke (6/1/51)
- Finnischer Lapphund (Suomenlapinkoira) (5/3/189)
- Finnischer Lapplandhirtenhund siehe Lappländischer Rentierhund (5/3/284)
- Finnischer Spitz (5/2/49)
- Flat Coated Retriever (8/1/121)
- Foxhound: English Foxhound (6/1/159), American Foxhound (6/1/303)
- Foxterrier
  - Foxterrier (Smooth) (3/1/12) (Glatthaarig)
  - Foxterrier (Wire) (3/1/169) (Drahthaarig)
- Französische Bulldogge (9/11/101)
- Französische Laufhunde
  - Billy (6/1/25)
  - Français blanc et noir (6/1/220) (Französischer Weiss-Schwarzer Laufhund)
  - Français blanc et orange (6/1/316) (Französischer Weiss-Oranger Laufhund)
  - Français tricolore (6/1/219) (Französischer Dreifarbiger Laufhund)
  - Grand Anglo-Français blanc et noir (6/1/323)
  - Grand Anglo-Français blanc et orange (6/1/324)
  - Grand Anglo-Français tricolore (6/1/322)
  - Grand Bleu de Gascogne (6/1/22)
  - Grand Gascon Saintongeois (6/1/21)
  - Grand Griffon Vendéen (6/1/282)
  - Griffon Bleu de Gascogne (6/1/32)
  - Griffon Fauve de Bretagne (6/1/66)
  - Griffon Nivernais (6/1/17)
  - Poitevin (6/1/24)
- Französischer Spaniel
- Französischer Vorstehhund
- Friesischer Wasserhund siehe Wetterhoun

## G
- Gaddi Kutta
- Galgo Español (10/3/285)
- Gammel Dansk Hønsehund Altdänischer Vorstehhund (7/1/281)
- Gampr
- Gelbbacke
- Georgischer Schäferhund
- Glen of Imaal Terrier (3/1/302)
- Goldendoodle
- Golden Retriever (8/1/111)
- Gollie
- Gończy Polski (vorläufig 6/1.2/354)
- Gordon Setter (7/2/6)
- Gos d’Atura Català (Katalanischer Schäferhund) (1/1/87)
- Gråhund (5/2/112)
- Grand Anglo-Français blanc et noir (6/1/323)
- Grand Anglo-Français blanc et orange (6/1/324)
- Grand Anglo-Français tricolore (6/1/322)
- Grand Basset Griffon Vendéen (6/1/33)
- Grand Bleu de Gascogne (6/1/22)
- Grand Gascon Saintongeois (6/1/21)
- Grand Griffon Vendéen (6/1/282)
- Great Japanese Dog amerikanischer Akita (5/4/344)
- Greyhound (10/3/158)
- Griechischer Schäferhund
- Griffon à Poil Dur (7/1/107)
- Griffon à Poil Laineux (7/1.3/174) (†)
- Griffon Belge (9/3/81)
- Griffon bleu de Gascogne (Blauer Gascogne Griffon) (6/1/32)
- Griffon Boulet siehe Griffon à Poil Laineux
- Griffon Bruxellois (9/3/80)
- Griffon Fauve de Bretagne (6/1/66)
- Griffon Korthals siehe Griffon à Poil Dur
- Griffon Nivernais (6/1/17)
- Griechischer Laufhund, Griechische Bracke
- Groenendael  siehe Belgischer Schäferhund
- Grönlandhund (5/1/274)
- Großer Münsterländer (7/1/118)
- Grosser Schweizer Sennenhund (2/3/58)
- Großpudel siehe Pudel
- Großspitz siehe Deutscher Spitz

## H
- Haldenstøver (6/1/267)
- Hallstrom-Hund, Neuguinea-Dingo
- Hamiltonstövare (6/1/132)
- Hannoverscher Schweißhund (6/2/213)
- Harlekinpinscher (2/1/210) (†)
- Harrier  (6/1/295)
- Harzer Fuchs
- Havaneser (9/1/250)
- Hawaiian Poi Dog (†)
- Hellinikos Ichnilatis (Griechischer Laufhund – Griechische Bracke) (6/1/214)
- Hertha Pointer
- Himalaya Schäferhund
- Hirtenhund der Abruzzen Bergamasker Hirtenhund
- Hokkaido-Hund (5/5/261)
- Holländischer Spitz siehe Wolfsspitz
- Hollandse Herdershond, Hollandse Herderhond, Holländischer Schäferhund (1/1/223)
- Hollandse Smoushond, Holländischer Smoushond (2/1/308)
- Hortaya Borzaya siehe Chortaj
- Hovawart (2/2/190)
- Hrvatski ovčar (1/1/277) Kroatischer Schäferhund
- Hubertushund siehe Bloodhound
- Huntaway (NZ Huntaway)
- Husky siehe Siberian Husky (5/1/270)
- Hybridhund, Designerhund
- Hygenhund (6/1.2/266)

## I
- Illyrischer Schäferhund alter Name für eine Hunderasse die in Šarplaninac und Karst-Schäferhund aufgeteilt wurde
- Indian Pariah Dog
- Indischer Spitz
- Inka-Nackthund siehe Peruanischer Nackthund
- Irischer Wolfshund, Irish Wolfhound (10/2/160)
- Irish Red and White Setter  (7/2/330)
- Irish Red Setter (7/2/120)
- Irish Soft Coated Wheaten Terrier (3/1/40)
- Irish Terrier (3/1/139)
- Irish Water Spaniel (8/3/124)
- Islandhund, Islandspitz, Isländischer Spitz, Isländischer Schäferhund (5/3/289)
- Istarski kratkodlaki gonič (Kurzhaarige Istrianer Bracke) (6/1/151)
- Istarski oštrodlaki gonič (Rauhhaarige Istrianer Bracke) (6/1/152)
- Istrischer Schäferhund siehe Šarplaninac
- Italienische Bracke siehe Bracco Italiano
- Italienische Dogge siehe Mastino Napoletano
- Italienischer Kleinspitz siehe Volpino Italiano
- Italienischer Laufhund siehe Segugio Italiano
- Italienisches Windspiel (10/3/200)

## J
- Jack-a-Bee
- Jack-a-Poo
- Jack Russell Terrier (3/2/345)
- Jakutischer Laika (vorläufig 5/1/365)
- Jämthund (5/2/42)
- Japan Chin, Chin (9/8/206)
- Japanischer Terrier (3/2/259)
- Japan-Spitz (5/5/262)
- Jonangi
- Jugoslawischer Dreifarbiger Laufhund (Srpski Trobojni Gonic) (6/1/229)
- Jugoslawischer Gebirgslaufhund (Crnogorski Planinski Gonic) (6/1/279)
- Jura Laufhund siehe auch Schweizer Laufhund

## K
- Kai (5/5/317)
- Kaikadi
- Kanaanhund (5/6/273)
- Kanadischer Eskimohund (5/1/211)
- Kanadischer Schäferhund siehe Berger Blanc Suisse
- Kanarische Dogge, siehe Dogo Canario (vorläufig 2/1/346)
- Kangal-Hirtenhund (2/2.2/331) (siehe auch Anatolischer Hirtenhund)
- Kanni
- Karakatschan Bulgarischer Hirtenhund
- Karelischer Bärenhund (5/2/48)
- Karelo-Finnish Laika siehe auch Finnischer Spitz
- Kars-Hund (Kafkas) siehe Anatolischer Hirtenhund
- Karst-Schäferhund (Kraški ovčar)
- Katalanischer Schäferhund (Gos D’Atura) (1/1/87)
- Kaukasischer Owtscharka (2/2/328)
- Keeshond siehe Wolfsspitz
- Kelb tal-Fenek, siehe Pharaonenhund, Pharaoh Hound (5/6/248)
- Kelpie (1/1/293)
- Keltenbracke (†)
- Kerry Beagle
- Kerry Blue Terrier (3/1/3)
- King Charles Spaniel (9/7/128)
- King Shepherd
- Kintamani-Bali-Hund (vorläufig 5/5/362)
- Kishu (5/5/318)
- Kleiner Münsterländer (7/1/102)
- Kleinpudel siehe Pudel
- Kleinspitz
- Kokoni
- Komondor (1/1/53)
- Königspudel siehe Pudel
- Kontinentaler Zwergspaniel (9/9/77)
  - Papillon  (mit Stehohren)
  - Phalène (mit Hängeohren)
- Kooikerhondje (8/2/314)
- Koolie
- Kopov (6/1/244)
- Korea Jindo Dog (vorläufig 5/5/334)
- Kraški ovčar, Karst-Schäferhund (2/2/278)
- Kritikos Lagonikos Kretischer Jagd/Spürhund
- Kroatischer Schäferhund (1/1/277) Hrvatski ovčar
- Kromfohrländer (9/10/192)
- Kurzhaarcollie (1/1/296)
- Kurzhaar-Foxterrier eigentlich: Glatthaar-Foxterrier (3/1/169)
- Kurzhaarige Istrische Bracke
- Kuvasz (1/1/54)
- Kyi Leo

## L
- Labradoodle
- Labrador Husky
- Labrador Retriever (8/1/122)
- Lacy Dog, Lacy Game Dog, Lacy Hog Dog siehe Blue Lacy
- Laekenois, Belgischer Schäferhund
- Lagotto Romagnolo (vorläufig 8/3/298)
- Laika:
  - Jakutischer Laika
  - Ostsibirischer Laika (Vostotchno-Sibirskaïa Laïka) (5/2/305)
  - Russisch-Europäischer Laika (Russko-Evropeïskaïa Laïka) (5/2/304)
  - Tschukotskaja Jesdowaja, Tschuktschen-Laika 
  - Westsibirischer Laika (Zapadno-Sibirskaïa Laïka) (5/2/306)
- Lakeland Terrier (3/1/70)
- Lancashire Heeler (vorläufig 1/1/360)
- Landseer (2/2/226)
- Langhaarcollie (1/1/156)
- Langhaarwhippet siehe Longhaired Whippet
- Lapphund (5/3/135,189,284)
- Lappländischer Rentierhund (5/3/284)
- Laverack Setter (7/2/2) siehe English Setter
- Leonberger (2/2/145)
- Leopard Cur siehe American Leopard Hound
- Lettische Bracke
- Levesque (6/23 gestrichen) (†)
- Lhasa Apso (9/5/227)
- Longdog
- Longhaired Whippet
- Louisiana Catahoula Leopard Dog
- Löwchen (9/1/233)
- Lundehund Norwegischer Lundehund (5/2/265)
- Lupo Italiano Italienischer Wolfhund
- Lurcher
- Luzerner Laufhund

## M
- Magyar Agár (10/3/240)
- Magyar Vizsla siehe Vizsla
- Malamut Alaskan Malamute (5/1/243)
- Malaklı siehe Aksaray Malaklısı
- Malinois siehe auch Belgischer Schäferhund
- Mal-Shi
- Malteser  (9/1/65)
- Maltipoo
- Manchester Terrier (3/1/71)
- Maneto siehe Podenco Andaluz Maneto
- Maremmaner Hirtenhund (1/1/201) (Cane da Pastore Maremmano Abruzzese)
- Markiesje
- Mastiff (2/2/264)
- Mastín del Pirineo, Pyrenäen-Mastiff (2/2/92)
- Mastín Español, Spanischer Mastiff
- Mastino Napoletano (2/2/197)
- Mâtin (†)
- McNab
- Mexikanischer Nackthund siehe Xoloitzcuintli
- Mikawa Inu (5/5/319) siehe Shikoku
- Miniature American Shepherd (vorläufig 1/1/367)
- Miniature Bull Terrier (3/3/359)
- Mini-Pei
- Mioritic (1/1/349)
- Mittelasiatischer Schäferhund Zentralasiatischer Ovtscharka
- Mittelasiatischer Tazi, Tazi, Tazy
- Mittelschnauzer siehe Schnauzer
- Mittelspitz siehe Spitz
- Molosser
- Montenegrinischer Gebirgslaufhund (Crnogorski Planinski Gonic) (6/1/279)
- Mops, Pug (9/11/253)
- Moskauer Wachhund
- Mountain Feist
- Mucuchies
- Mudhol Hound
- Mudi (1/1/238)
- Münsterländer, Kleiner-,  Großer- (7/1/102,118)

## N
- Nederlandse Herdershond siehe Hollandse Herdershond
- Neufundländer (2/2/50)
- Neuseeländischer Huntaway (NZ Huntaway)
- Neuseeländischer Hütehund
- Norfolk Spaniel (8/2/125) auch English Springer Spaniel
- Norfolk Terrier  (3/2/272)
- Normand-Poitevin (6/27 gestrichen) (†)
- Norrbottenspitz (Norbottenspets) (5/2/276)
- Northern Inuit
- Norwegischer Buhund (Norsk Buhund) (5/3/237)
- Norwegischer Elchhund:
  - Norwegischer Elchhund grau (Norsk Elghund Grå) (5/2/242)
  - Norwegischer Elchhund schwarz (Norsk Elghund Sort) (5/2/268)
- Norwegischer Lundehund (5/2/265)
- Norwich Terrier  (3/2/72)
- Nova Scotia Duck Tolling Retriever, auch Toller (8/1/312)

## O
- Ogar Polski  (6/1/52)
- Ohar
- Old Croatian Sighthound (†)
- Old English Black and Tan Terrier (†)
- Old White English Terrier (†)
- Olde English Bulldogge
- Österreichischer Kurzhaarpinscher (2/1/64)
- Osteuropäischer Schäferhund
- Ostsibirischer Laika
- Otterhund  (6/1/294)
- Ovelheiro Gaúcho
- Owtscharka (russischer)

- - Kaukasischer Owtscharka (Kawkazskaja Owtcharka) (2/2/328)
  - Südrussischer Owtscharka (Juschnorusskaja Owtcharka) (1/1/326)
  - Zentralasiatischer Owtscharka (Sredneasiatskaja Owtcharka) (2/2/335)

## P
- Pachon Navarro
- Pai siehe Shar-Pei (?)
- Paleiyakaran
- Papillon  siehe Kontinentaler Zwergspaniel
- Pariahunde
- Parson Russell Terrier (3/1/339)
- Pastor Garafiano
- Pastor Vasco Euskal Artzain Txakurra
- Patterdale Terrier
- Pekinese, Pekingese (9/8/207)
- Perdigueiro Português (7/1/187)
- Perdiguero de Burgos (7/1/90)
- Perro de Agua Español (8/3/336)
- Perro de Ganado Majorero  siehe Majorero Canario
- Perro de Pastor Mallorquín siehe Ca de Bestiar
- Perro de Presa Canario (2/2/346)
- Perro Dogo Mallorquín siehe Ca de Bou
- Perro Majorero (Bardino) siehe Majorero Canario
- Perro Pastor Vasco
- Peruanischer Nackthund (5/6/310)
- Petit Basset Griffon Vendéen (6/1/67)
- Petit Bleu de Gascogne (6/1/31)
- Petit Brabançon (9/3/82)
- Petit gascon saintongeois (6/1/21b)
- Pharaonenhund, Pharaoh Hound, Kelb tal-Fenek (5/6/248)
- Phu Quoc Ridgeback
- Picardischer Schäferhund siehe Berger de Picardie
- Pinscher
  - Affenpinscher (2/1/186)
  - Deutscher Pinscher (2/1/184)
  - Dobermann (2/1/143)
  - Österreichischer Pinscher siehe Österreichischer Kurzhaarpinscher
  - Zwergpinscher (2/1/185)
- Plott Hound
- Plummer Terrier
- Pocadan siehe Kerry Beagle
- Podenco
  - Podenco Andaluz
  - Podenco Andaluz Maneto
  - Podenco Canario (5/7/329)
  - Podenco Enano
  - Podenco Ibicenco (5/7/89)
  - Podenco Malgueno
  - Podengo Português (5/7/94)
- Pointer  (7/2/1)
- Poitevin (6/1/24)
- Polnische Bracke (6/1/52)
- Polnischer Laufhund siehe Ogar Polski (6/1/52)
- Polnischer Niederungshütehund, Polski Owczarek Nizinny, PON (1/1/251)
- Polnischer Windhund (10/3/333)
- Polski Owczarek Podhalanski (1/1/252)
- Pommersche Hütehunde (†)
- PON siehe Polnischer Niederungshütehund
- Porcelaine (6/1/30)
- Portugiesischer Schäferhund siehe Cão da Serra de Aires
- Portugiesischer Wasserhund siehe Cão de Água Português (8/3/37)
- Prager Rattler Prazsky Krysarik (vorläufig 9/9/363)
- Prince Charles siehe King-Charles-Spaniel
- Pudel (9/2/172)
- Pudelpointer (7/1/216)
- Pug siehe Mops (Hunderasse)
- Puggle
- Puli  (1/1/55)
- Pumi (1/1/56)
- Pungsan
- Puwo (Experimenteller Pudel-Wolfs-Hybride)
- Pyrenäen-Berghund (Patou) (2/2/137)
- Pyrenäen-Mastiff (2/2/92)
- Pyrenäenschäferhund bzw. Pyrenäenhütehund:
  - Berger des Pyrénées à face rase (1/1/138) (Pyrenäen-Schäferhund mit kurzhaarigem Gesicht)
  - Berger des Pyrénées à poil long (1/1/141) (Langhaariger Pyrenäen-Schäferhund)

## R
- Rafeiro do Alentejo (2/2/96)
- Rajapalayam
- Rampur Hound
- Rastreador Brasileiro (6/1/275)
- Rat Terrier
- Ratonero Bodeguero Andaluz
- Ratonero Mallorquín
- Ratonero Valenciano (3/1/370)
- Rauhhaar Foxterrier (3/1/169) siehe Foxterrier
- Rauhhaarige Istrische Bracke
- Rauhaariger Vizsla siehe Vizsla
- Redbone Coonhound
- Redtick Coonhound siehe English Coonhound
- Rehpinscher siehe Zwergpinscher (2/1/185)
- Retriever
  - Chesapeake Bay Retriever
  - Curly Coated Retriever (8/1/110)
  - Flat-coated Retriever
  - Golden Retriever (8/1/111)
  - Labrador Retriever
  - Nova Scotia Duck Tolling Retriever
- Rhodesian Ridgeback (6/3/146)
- Riesenschnauzer (2/1/181)
- Rottweiler (2/2/147)
- Rough Collie siehe Langhaarcollie
- Ruby (King-Charles-Spaniel) (9/7/128)
- Rumänischer Hirtenhund bzw. Rumänischer Schäferhund siehe Ciobănesc Românesc
- Russisch-Europäischer Laika (Russko-Evropeïskaïa Laïka) (5/2/304)
- Russischer Schwarzer Terrier (2/1/327)
- Russischer Spaniel
- Russischer Windhund siehe Barsoi
- Russkiy Toy (vorläufig 9/9/352)

## S
- Saarlooswolfhund (1/1/311)
- Sabueso Español (6/1/204)
- Sage-Koochee
- Saluki (10/1/269)
- Samojede, auch Samoyede, Samoiedskaïa Sobaka (5/1/212)
- Sanshu
- Sabsal Gae (Sabsal Hund)
- Šarplaninac (2/2/41)
- Sauerländer Bracke siehe Steinbracke
- Save-Bracke auch San Bracke (6/1/154)
- Scandinavian Hound
- Schäferhund Deutscher (1/1/166)
- Schafpudel
- Schapendoes (1/1/313)
- Schensihund
- Schillerstövare (6/1/131)
- Schipperke (1/1/83)
- Schnauzer (2/1/181 bis 183)
- Schnoodle
- Schottischer Schäferhund siehe Collie (Hunderasse)
- Schwarzer Terrier siehe Russischer Schwarzer Terrier (2/1/327)
- Schwarzwildbracke oder Slovensky Kopov
- Schwedischer Lapphund (5/3/135)
- Schweißhund
- Schweizer Laufhund, große, alle: (6/1/59)
  - Berner Laufhund
  - Jura Laufhund
  - Luzerner Laufhund
  - Schwyzer Laufhund
- Schweizerischer Niederlaufhund (Petit chien courant suisse) (6/1/60)
  - Berner Niederlaufhund Glatthaar
  - Berner Niederlaufhund Rauhhaar
  - Jura Niederlaufhund
  - Luzerner Niederlaufhund
  - Schwyzer Niederlaufhund
- Scottish Terrier (3/2/73)
- Sealyham Terrier (3/2/74)
- Segugio Italiano
  - Segugio dell’Appennino
  - Segugio Italiano (Drahthaar) (6/1/198)
  - Segugio Italiano (Kurzhaar) (6/1/337)
- Segugio Maremmano (vorläufig 6/1/361)
- Segusier
- Seppala Siberian Sleddog
- Serbischer Laufhund (Balkanski gonic) (6/1/150)
- Shar-Pei (2/2/309)
- Shetland Sheepdog, Sheltie (1/1/88)
- Shiba-Inu (5/5/257)
- Shih-Poo
- Shih-Tzu (9/5/208)
- Shikoku (5/5/319)
- Shiloh Shepherd
- Shorty Bull
- Siberian Husky (5/1/270)
- Siegerländer Kuhhund siehe Kuhhund
- Silken Windhound
- Silken Windsprite siehe Longhaired Whippet
- Silky Terrier siehe Australian Silky Terrier
- Sizilianische Bracke siehe Cirneco dell’Etna
- Skye Terrier (3/2/75)
- Sloughi (10/3/188)
- Slovenský čuvač, Slowakischer tschuvatsch (1/1/142)
- Slovenský Hrubosrsty Stavac (Ohar) (Slowakischer Rauhbart) (7/1/320)
- Slovenský kopov
- Slowakischer Rauhbart siehe Slovenský hrubosrstý stavač
- Smålandsstövare (6/1/129)
- Smooth Collie siehe Kurzhaarcollie
- Soft Coated Wheaten Terrier siehe Irish Soft Coated Wheaten Terrier (3/1/40)
- Southern Cur siehe Black Mouth Cur
- Spaniel
  - American Cocker Spaniel
  - American Water Spaniel
  - Boykin Spaniel
  - Brittany Spaniel siehe Epagneul Breton
  - Cavalier King Charles Spaniel
  - Clumber Spaniel
  - English Cocker Spaniel
  - English Springer Spaniel
  - Französischer Spaniel siehe Epagneul Français
  - Field Spaniel
  - Irish Water Spaniel
  - King Charles Spaniel
  - Kontinentaler Zwergspaniel
  - Sussex Spaniel
  - Tibet Spaniel (kein echter Spaniel, trotz des Namens)
  - Welsh Springer Spaniel
- Spanische Dogge oder Spanischer Mastiff (2/2/91)
- Spanischer Wasserhund, siehe Perro de Agua Español
- Spanischer Windhund siehe Galgo Español
- Spinone Italiano (7/1/165) Spinone, Italienischer Rauhhaariger Vorstehhund
- Spitz (5/4/97)
- Sporting Lucas Terrier
- St.-Bernhards-Hund siehe Bernhardiner
- Stabyhoun Stabyhond (7/1/222)
- Staffordshire Bull Terrier, Staffordshire Terrier (3/3/76)
- Steinbracke (6/1/280) (†)
- Steirische Rauhhaarbracke (6/1/62)
- Stichelhaariger Bosnischer Laufhund – Barak (6/1.2/155)
- Südosteuropäischer Schäferhund (vorläufig 2/2.2/357)
- Südrussischer Schäferhund, Südrussischer Owtcharka (Ioujnorousskaïa Ovtcharka) (1/1/326)
- Suomenlapinkoira (5/3/189) siehe Finnischer Lapphund
- Sussex Spaniel (8/2/127)

## T
- Taigan, kirgisischer Windhund
- Taiwanhund (vorläufig 5/7/348)
- Tamaskan
- Tatrahund (Polski Owczarek Podhalanski) (1/1/252)
- Tazi, Tazy, siehe Mittelasiatischer Tazi
- Tchiorny Terrier siehe Schwarzer Terrier
- Teckel siehe Dackel
- Teddy Roosevelt Terrier
- Ténériffe alter Name des Bichon Frisé
- Tepeizeuintli siehe Xoloitzcuintli
- Telomian, Telomian Dog
- Tenterfield Terrier
- Terrier
- Terrier Brasileiro (3/1/341)
- Tesem (der ursprüngliche Pharaonenhund) (†)
- Texas Blue Lacy siehe Blue Lacy
- Thai Bangkaew Dog (vorläufig 5/5/358)
- Thai Ridgeback (5/7/338)
- Tibet-Spaniel, Tibetanischer Spaniel (9/5/231)
- Tibet-Terrier, Tibetanischer Terrier (9/5/209)
- Tibetdogge, Tibetanischer Mastiff, Do-Khyi (2/2/230)
- Tiroler Bracke (6/1/68)
- Torfhund, Torfspitz prähistorischer Hund (†)
- Tornjak kroatischer bzw. bosnischer Berghund (2/2/355)
- Tosa Inu (2/2/260)
- Toy American Eskimo siehe American Eskimo Dog
- Transmontano-Hirtenhund (2/2/368)
- Transsylvanischer Laufhund
- Treeing Tennessee Brindle
- Treeing Walker Coonhound
- Tschechischer Berghund
- Tschechischer Terrier  (3/2/246)
- Tschechoslowakischer Wolfhund (1/1/332)
- Tschukotskaja Jesdowaja, Tschuktschen-Laika
- Tuareg-Windhund siehe Azawakh
- Türkischer Mastiff siehe Aksaray Malaklısı
- Turnspit Dog (†)

## U
- Ungarische Bracke
- Ungarische Hirtenhunde
- Ungarischer Schäferhund siehe Mudi
- Ungarischer Vorstehhund siehe Vizsla
- Ungarischer Windhund siehe Magyar Agár
- Urhund
- Urrador oder Urrador Americano siehe Rastreador Brasileiro (†)

## V
- Västgötaspets (5/3/14)
- Verdino siehe Perro de Ganado Majorero, Bardino
- Viktorianische Bulldogge
- Villano de las Encartaciones
- Villanuco de Las Encartaciones
- Vizsla
  - Drahthaariger Ungarischer Vorstehhund (Drótszőrű Magyar Vizsla) (7/1/239)
  - Kurzhaariger Ungarischer Vorstehhund (Rövidszőrű Magyar Vizsla) (7/1/57)
- Volpino Italiano, Italienischer Kleinspitz (5/4/195)

## W
- Wachtel siehe Deutscher Wachtelhund
- Wäller
- Weimaraner (7/1/99)
- Weißer Schäferhund siehe Berger Blanc Suisse
- Welsh Corgi Cardigan (1/1/38)
- Welsh Corgi Pembroke (1/1/39)
- Welsh Sheepdog auch Bugeilgi oder Welsh Collie
- Welsh Springer Spaniel (8/2/126)
- Welsh Terrier (3/1/78)
- West Highland White Terrier (3/2/85)
- Westerwälder Kuhhund, siehe Kuhhund
- Westfälische Dachsbracke (6/1/100)
- Westsibirischer Laika siehe Laika
- Wetterhoun (8/3/221)
- Whippet (10/3/162)
- Windhunde
  - Afghanischer Windhund, Afghane
  - Azawakh
  - Barsoi
  - Chart Polski
  - Deerhound
  - Galgo Español
  - Greyhound
  - Irischer Wolfshund
  - Italienisches Windspiel
  - Magyar Agár Ungarischer Windhund
  - Saluki
  - Sloughi
  - Whippet
- Windspiel, siehe Italienisches Windspiel
- Wolfhund siehe Tschechoslowakischer Wolfhund
- Wolfshund siehe Irish Wolfhound (10/2/160)
- Wolfsspitz, Holländischer Spitz, Keeshond
- Working Kelpie

## X
- Xoloitzcuintle Mexikanischer Nackthund (5/6/234)

## Y
- Yakutskaya Laika
- Yorkshire Terrier (3/4/86)
- Yellow Black Cur siehe Black Mouth Cur

## Z
- Zentralasiatischer Ovtscharka Zentralasiatischer Schäferhund
- Zentral persischer Hirtenhund Qhadrejooni
- Zwerg Bull Terrier, Mini Bull Terrier siehe Bull Terrier
- Zwergdackel, Zwergteckel
- Zwergpinscher (2/1/185)
- Zwergpudel
- Zwergschnauzer (2/1/183)
- Zwergspaniel
- Zwergspitz
- Zwergteckel, Zwergdackel